# The O.C. (3.ª temporada)
A terceira temporada de The O.C. começou a ser exibida nos Estados Unidos em 8 de setembro de 2005, concluída em 18 de maio de 2006, e consiste em 25 episódios. Os primeiros dez episódios da terceira temporada foram ao ar às quintas-feiras às 8:00 da noite nos EUA pela FOX, no entanto, em 12 de janeiro de 2006, The O.C. foi transferido para um horário posterior às quintas-feiras às 9:00 da noite.
Após a segunda temporada, a série continua a seguir a vida dos personagens na rica comunidade de Newport Beach, Orange County, Califórnia, com os personagens principais entrando no último ano do ensino médio. O criador da série, Josh Schwartz, disse que queria explorar os personagens se afastando, já que "não queria ser um dos programas que ficaram no ensino médio por muito tempo". Ele acrescentou que "se formar no ensino médio é um momento tão sentimental para adolescentes e pais. É algo que sabíamos que queríamos explorar." A temporada gira em torno do complexo salvador de Ryan Atwood causando problemas, e as mentiras de Seth Cohen colocam problemas em seu relacionamento com Summer Roberts. A mãe de Seth, Kirsten, frequenta a reabilitação em uma tentativa de reconstruir sua vida, enquanto seu marido Sandy assume a liderança do Newport Group após a morte de Caleb Nichol e se vê como herdeiro de um legado de escândalo, e Marissa Cooper sai de controle depois que sua irmã mais nova, Kaitlin, causa problemas em sua volta para casa do internato. A temporada foi lançada em DVD como um box set de sete discos sob o título The O.C.: The Complete Third Season em 24 de outubro de 2006 pela Warner Bros Home Video.

## Equipe técnica
A temporada foi produzida pela Warner Bros. Television e Wonderland Sound and Vision. Os produtores executivos foram o criador da série Josh Schwartz, McG, co-fundador da Wonderland, e Bob DeLaurentis. Stephanie Savage, o outro co-fundador da Wonderland, atuou como co-produtor executivo, enquanto Ian Toynton como produtor supervisor. Os escritores da equipe foram Schwartz, Savage, DeLaurentis, John Stephens, J.J. Philbin e Mike Kelley. Os diretores regulares durante toda a temporada foram Toynton, Michael Lange, Michael Fresco, Norman Buckley e Tony Wharmby.

### Principais
• Peter Gallagher como Sandy Cohen
• Kelly Rowan como Kirsten Cohen
• Ben McKenzie como Ryan Atwood
• Mischa Barton como Marissa Cooper
• Adam Brody como Seth Cohen
• Melinda Clarke como Julie Cooper-Nichol
• Rachel Bilson como Summer Roberts

### Recorrentes
Logan Marshall-Green retornou para a estréia da temporada, interpretando Trey Atwood, em coma como resultado do tiroteio no final da segunda temporada. Além disso, Navi Rawat, Samaire Armstrong, Daphne Ashbrook e Nikki Griffin fizeram breves retornos como convidadas em suas personagens Theresa Diaz, Anna Stern, Dawn Atwood e Lista de personagens de Jess Sathers, respectivamente. Willa Holland substituiu Shailene Woodley em interpretar a irmã mais nova de Marissa, Kaitlin, que retorna ao programa depois de estar no internato no ano passado. O membro do elenco Michael Nouri continuou como o pai de Summer, Dr. Neil Roberts, que se tornou uma parte maior da série. Outros atores que deixaram a série foram Nicholas Gonzalez (D.J.), Michael Cassidy (Zach), Shannon Lucio (Lindsay), Olivia Wilde (Alex), Billy Campbell (Carter), Kim Delaney (Rebecca), Johnny Messner (Lance), Kathleen York (Renee) e Marguerite Moreau (Reed).
A temporada apresentou uma série de novos alunos para o programa. As adições ao elenco incluem Johnny Lewis, Cam Gigandet, Ryan Donowho e Autumn Reeser, como nova presidente social Taylor Townsend, os surfistas rivais Kevin Volchok e Johnny Harper e o melhor amigo de Johnny, Chili. Jeri Ryan e Jeff Hephner também se juntaram ao elenco para interpretar novos personagens adultos, Charlotte Morgan uma mulher misteriosa que Kirsten faz amizade na reabilitação, e Matt Ramsey, um parceiro de negócios excessivamente zeloso que trabalha no Newport Group. Novas atores convidados em papéis recorrentes incluem Paula Trickey como a mãe de Taylor, Veronica Townsend; Erin Foster como uma estudante de Newport Union chamada Heather; Kayla Ewell e Nikki Reed como a namorada de Johnny, Casey, e a prima Sadie; Eric Mabius como Jack Hess; Shaun Duke como Henry Griffin, chefe do conselho do Newport Hospital; e Morena Baccarin como a filha de Griffin, Maya. Esta é a última temporada para o membro do elenco original, Mischa Barton, que interpretou Marissa Cooper; que morre tragicamente em um acidente de carro no final da temporada.
Daphne Ashbrook como Dawn Atwood

## Recepção
A terceira temporada foi amplamente considerada por fãs e críticos como a pior temporada de The O.C. A estréia da temporada atraiu 7,5 milhões de telespectadores, mas a média dos números diminuiu 20% em relação à temporada anterior, para 5,6 milhões. A primeira metade da temporada teve uma média de 6,3 milhões de telespectadores, representando uma queda substancial na popularidade da série. No entanto, Marcy Ross, chefe de programação atual da FOX, disse que "as audiências são perfeitamente bem e aceitáveis". Após o eventual cancelamento do programa, Schwartz admitiu que "toda a primeira metade da terceira temporada foi uma bagunça total".
A terceira temporada foi indicada para cinco Teen Choice Awards e ganhou quatro deles, incluindo "Choice Drama/Action Adventure Show" e "Choice Actor: Drama/Action Adventure", que Adam Brody venceu pelo terceiro ano consecutivo. IGN culpou a temporada que, na opinião deles, teve "muito tempo e muitos episódios gastos com o menos amado personagem Johnny". IGN também observou que "Kirsten e Sandy ambos sofreram de histórias insatisfatórias", e que a saída do personagem Caleb Nichol tinha sido um erro "como ele tinha sido um grande personagem para saltar de ambos os Cohens mais velhos". Em setembro de 2007, Schwartz admitiu em uma entrevista para New York Magazine que o programa "seguiu o caminho errado" com Johnny. A temporada, no entanto, recebeu alguns elogios. A nova personagem Taylor Townsend foi declarada como sendo "interpretada com perfeição por Autumn Reeser" e seu personagem foi descrito como "um dos maiores elementos de The O.C." Jeffrey Robinson, do DVD Talk, descreveu as histórias como "muito inteligentes e também incorporam um grande humor para manter o seu interesse".
O crítico do USA Today, Robert Bianco, disse que a estréia da temporada foi "tão sombria e ridícula quanto qualquer episódio que o programa nos deu", mas o final da temporada foi elogiado por Eric Goldman da IGN por matar a personagem principal Marissa Cooper. Goldman disse que "o episódio que documentou sua morte foi bastante forte" e que a temporada seguinte "realmente compensaria essa reviravolta". Apesar de não ser a temporada final, também foi notado que a graduação dos personagens deu "ao programa uma sensação de fim".

## Episódios
| N.º na série | N.º na temp. | Título                                                         | Dirigido por          | Escrito por                      | Exibição original      | Cód. de produção | Audiência (milhões) |
| ------------ | ------------ | -------------------------------------------------------------- | --------------------- | -------------------------------- | ---------------------- | ---------------- | ------------------- |
| 52           | 1            | "The Aftermath" "Dia Seguinte"                                 | Ian Toynton           | Josh Schwartz                    | 8 de setembro de 2005  | 2T6251           | 7.50                |
| 53           | 2            | "The Shape of Things to Come" "O Que Vem Pela Frente"          | Tony Wharmby          | J. J. Philbin                    | 15 de setembro de 2005 | 2T6252           | 6.22                |
| 54           | 3            | "The End of Innocence" "O Fim da Inocência"                    | Michael Lange         | Stephanie Savage                 | 22 de setembro de 2005 | 2T6253           | 6.45                |
| 55           | 4            | "The Last Waltz" "A Última Valsa"                              | Ian Toynton           | John Stephens                    | 29 de setembro de 2005 | 2T6254           | 6.56                |
| 56           | 5            | "The Perfect Storm" "Tempestade Perfeita"                      | Tony Wharmby          | Mike Kelley                      | 3 de novembro de 2005  | 2T6255           | 6.65                |
| 57           | 6            | "The Swells" "As Ondas"                                        | Michael Fresco        | J. J. Philbin                    | 10 de novembro de 2005 | 2T6256           | 5.76                |
| 58           | 7            | "The Anger Management" "Controlando a Raiva"                   | Michael Fresco        | John Stephens                    | 17 de novembro de 2005 | 2T6257           | 6.20                |
| 59           | 8            | "The Game Plan" "Plano de Vôo"                                 | Tate Donovan          | Cory Martin                      | 1 de dezembro de 2005  | 2T6258           | 5.90                |
| 60           | 9            | "The Disconnect" "Desencontros"                                | Tony Wharmby          | Stephanie Savage                 | 8 de dezembro de 2005  | 2T6259           | 5.88                |
| 61           | 10           | "The Chrismukkah Bar-Mitzvahkkah" "Nata Nukká Bar Mitz-Vahkká" | Ian Toynton           | Josh Schwartz                    | 15 de dezembro de 2005 | 2T6260           | 6.22                |
| 62           | 11           | "The Safe Harbor" "Porto Seguro"                               | Tony Wharmby          | Mike Kelley                      | 12 de janeiro de 2006  | 2T6261           | 5.13                |
| 63           | 12           | "The Sister Act" "Irmãzinha Querida"                           | Ian Toynton           | Leila Gerstein                   | 19 de janeiro de 2006  | 2T6262           | 5.36                |
| 64           | 13           | "The Pot Stirrer" "A Erva"                                     | Norman Buckley        | John Stephens                    | 26 de janeiro de 2006  | 2T6263           | 5.70                |
| 65           | 14           | "The Cliffhanger" "Penhasco"                                   | Michael Lange         | J. J. Philbin                    | 2 de fevereiro de 2006 | 2T6264           | 5.70                |
| 66           | 15           | "The Heavy Lifting" "Peso"                                     | Ian Toynton           | Stephanie Savage                 | 9 de fevereiro de 2006 | 2T6265           | 5.25                |
| 67           | 16           | "The Road Warrior" "Viagem"                                    | Michael Fresco        | Mike Kelley                      | 9 de março de 2006     | 2T6266           | 7.36                |
| 68           | 17           | "The Journey" "A Jornada"                                      | Roxann Dawson         | John Stephens                    | 16 de março de 2006    | 2T6267           | 5.40                |
| 69           | 18           | "The Undertow" "Ressaca"                                       | Robert Duncan McNeill | Mark Fish & J. J. Philbin        | 23 de março de 2006    | 2T6268           | 5.36                |
| 70           | 19           | "The Secrets and Lies" "Segredos e Mentiras"                   | Michael Fresco        | Stephanie Savage & Josh Schwartz | 30 de março de 2006    | 2T6269           | 5.50                |
| 71           | 20           | "The Day After Tomorrow" "O Dia Depois de Amanhã"              | Norman Buckley        | Leila Gerstein                   | 6 de abril de 2006     | 2T6270           | 5.06                |
| 72           | 21           | "The Dawn Patrol" "Patrulhando Dawn"                           | Ian Toynton           | Mike Kelley                      | 13 de abril de 2006    | 2T6271           | 4.33                |
| 73           | 22           | "The College Try" "Teste da Universidade"                      | Tony Wharmby          | J. J. Philbin                    | 20 de abril de 2006    | 2T6272           | 5.36                |
| 74           | 23           | "The Party Favor" "A Festa"                                    | Michael Lange         | John Stephens                    | 27 de abril de 2006    | 2T6273           | 5.41                |
| 75           | 24           | "The Man of the Year" "Homem do Ano"                           | Tony Wharmby          | Stephanie Savage                 | 4 de maio de 2006      | 2T6274           | 5.10                |
| 76           | 25           | "The Graduates" "Formatura"                                    | Ian Toynton           | Bob DeLaurentis & Josh Schwartz  | 18 de maio de 2006     | 2T6275           | 6.40                |